# اودوگاما (ناحیه گاله)
اودوگاما (به لاتین: Udugama) یک منطقهٔ مسکونی در سری‌لانکا است که در ناحیه گاله واقع شده‌است.